# LGBT práva v Abcházii
LGBT práva nejsou v Abcházii na stejné úrovni jako práva většinové společnosti.

## Zákony týkající se stejnopohlavní soulože

### Sovětský svaz
V r. 1933 byl přijat článek 121 trestního zákoníku platný pro celý SSSR. Ten trestal mužský stejnopohlavní styk až 5 lety vězení nebo těžkými pracemi. 1. ledna 1991 Abchazská autonomní sovětská socialistická republika tento článek zrušila.